# Echimys vieirai
Echimys vieirai és una espècie de mamífer rosegador de la família de les rates espinoses. És endèmica del Brasil (estats de Pará i Amazones). Se sap molt poca cosa sobre el seu hàbitat i la seva història natural. Es desconeix si hi ha cap amenaça significativa per a la supervivència d'aquesta espècie.
El seu nom específic, vieirai, és en honor de Carlos Octaviano da Cunha Vieira, conservador de la col·lecció de mamífers del Museu de Zoologia de la Universitat de São Paulo.